# Boí
|  | Per a altres significats, vegeu «Boí (subfamília)». |

Boí és un poble situat a la comarca de l'Alta Ribagorça, en el terme municipal de la Vall de Boí. Tradicionalment ha estat el poble més important de la Vall de Boí, ja que li dona nom, tot i que no n'és la capital, que es troba a Barruera. Abans de la unió dels antics municipis de Barruera i Durro pertanyia al primer, dels dos termes fusionats el 1965.
Per tal d'accedir al poble des del cap de comarca, el Pont de Suert, cal seguir la N-230 (de Lleida a Vielha) 2 quilòmetres en direcció a Vielha, fins a arribar a una cruïlla. En aquell lloc es troba l'arrencament cap al nord de la carretera L-500, que és la principal via de comunicacions de la vall de Boí. En havent passat Barruera, 4 quilòmetres més amunt es troba una altra cruïlla, d'on arrenca, cap al sud, la carretera L-501, que mena a Boí en un quilòmetre exacte.

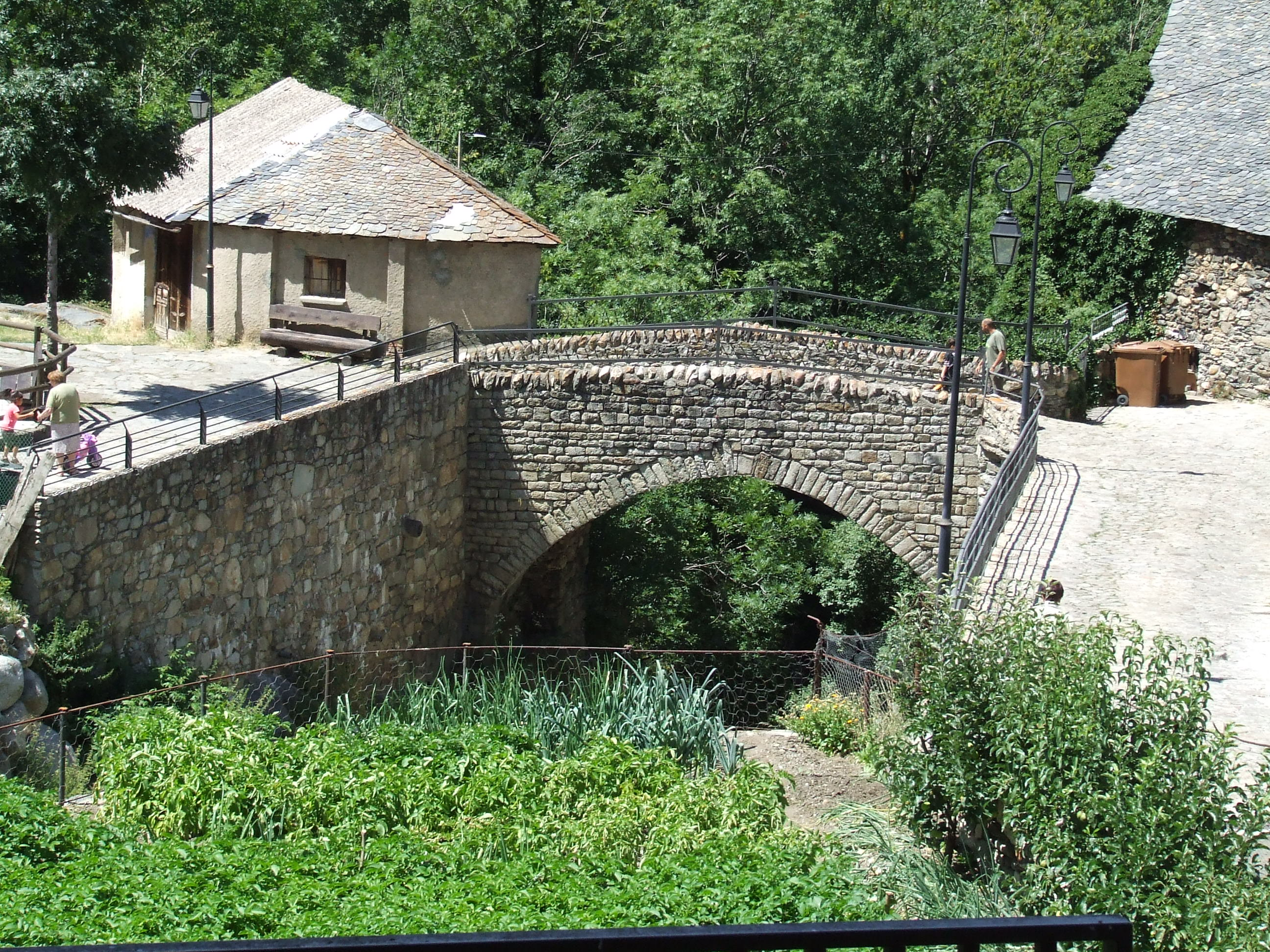
Pont medieval de Boí

El poble és enlairat a l'esquerra de la Noguera de Tor, al centre de la vall de Sant Martí, a llevant d'Erill la Vall, que queda davant mateix i una mica més avall, i a ponent de Taüll, que és bastant més amunt de la mateixa vall.
Boí té una nucli antic emmurallat, en part aprofitant les roques del lloc i en part les mateixes cases, amb el castell a l'extrem de ponent i l'església de Sant Joan un xic al nord-oest, fora del recinte clos. El poble ha crescut bastant gràcies al turisme hivernal i estiuenc, i s'ha anat formant un nucli modern amb la carretera com a eix vertebrador.
A l'interior del poble hi ha la capella de la Mare de Déu del Roser, que serveix actualment d'església parroquial, i una mica distanciada al nord del poble, se serven les restes de l'església romànica de Sant Pere de Boí. Per completar la llista d'edificis religiosos de Boí, cal esmentar les capelles situades a la zona d'Aigüestortes, del Parc Nacional: la moderna del Sant Esperit, i l'antiga de Sant Nicolau de Boí.

## Etimologia
Per a Joan Coromines (op. cit.), no hi ha cap dubte que Boí és un topònim plenament romànic. Procedeix de vallis bovinum (vall de les vaques, o de les vacades). Coincideix amb el topònim Montbui, que té el mateix significat, aplicat en aquest cas a una muntanya.

## Nucli antic
El nucli antic de Boí és un monument del municipi de la Vall de Boí declarat bé cultural d'interès nacional. El nucli de la població es troba a l'esquerra del riu Noguera de Tor i sobre la riba dreta del riu de Sant Martí i s'ha desenvolupat a partir del nucli originari fortificat mitjançant l'agrupació concentrada d'unitats agrícoles -ramaders i residencials entre les que se situen algunes edificacions "entre mitgeres" i al voltant de dos turons rocosos visualment molt significatius. Existeixen algunes mostres de l'antiga fortificació als límits externs del conjunt com la porta sobre la plaça de l'Església, corresponent a l'antic camí de Caldes, la torre a llevant d'aquesta porta i murs amb arestes d'espitlleres a ponent de l'església de Sant Joan. També hi ha restes, escasses, de l'església de Sant Pere de Boí.
A l'interior, les edificacions s'agrupen al llarg dels carrers de la Muralla i del Raval, formant un característic aglomerat d'edificacions residencials, agrícoles (coberta i pallers) i els espais lliures de les eres i alguns horts. L'església està fora de l'antic recinte emmurallat relacionat amb el castell, al costat nord dels turons rocosos. L'espai davant de la porta de la muralla ha acollit i convertit en plaça de l'Església, les primeres construccions fora muralla (escola i fonda), estan alineats amb l'antiga carretera. Cal destacar també les restes de panys de la muralla i el pont sobre el riu de Sant Martí, a l'antic camí de Durro, reconstruït, així com la volta del cobert de Simamet i un parell de ponts de fusta que uneixen edificis agrícoles d'una mateixa propietat separats pel carrer.

## Història

### Edat mitjana

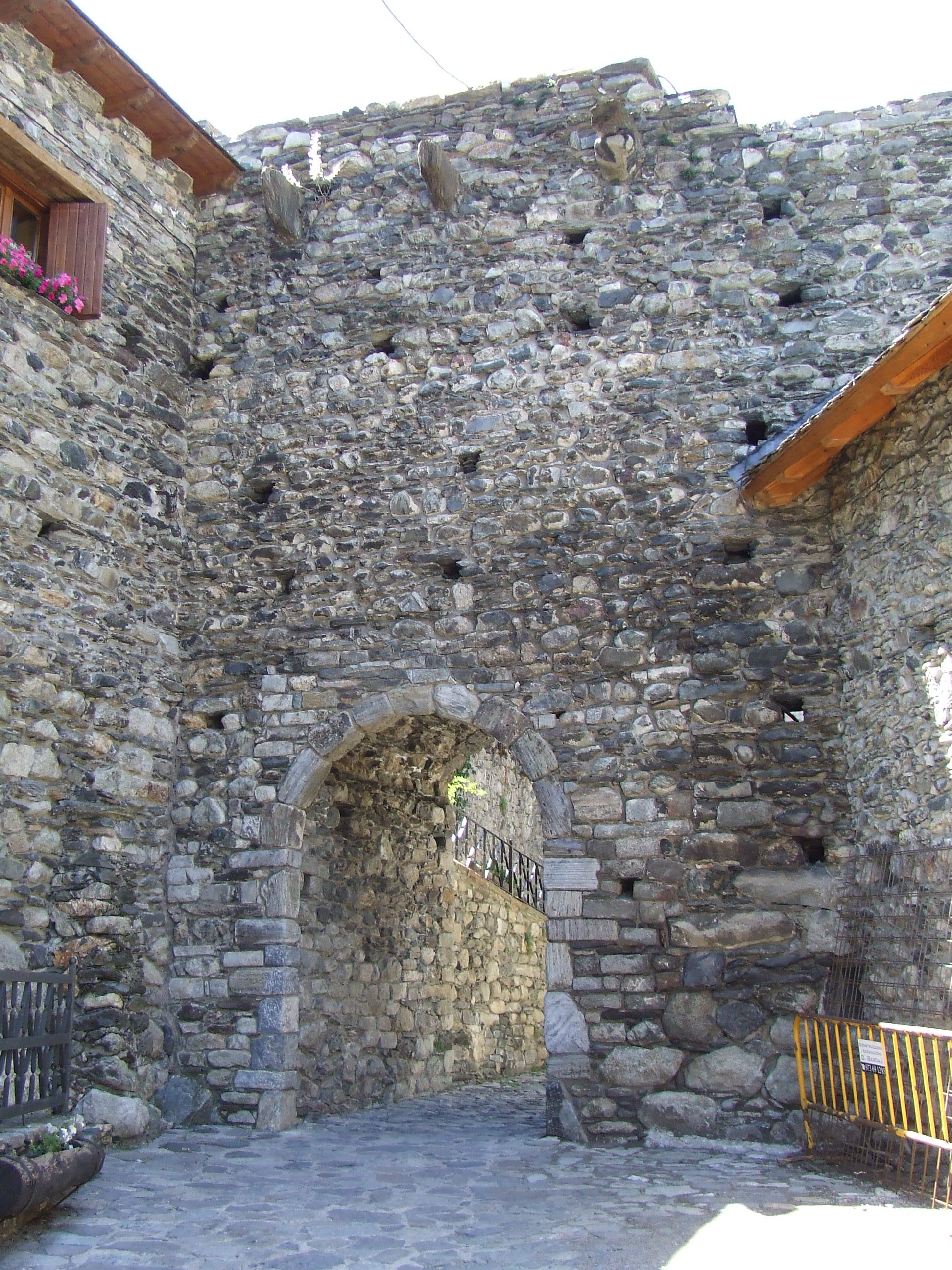
La porta d'accés al nucli de Boí

Conserva un nucli antic de gran bellesa i valor històric, amb restes de muralla, amb una única porta d'accés a la part antiga del poble, i del castell. Els carrers són d'aspecte medieval i estan empedrats, alguns són passadissos coberts. Les cases són de pedra i mostren les seves grans xemeneies. Sobre el riu es pot veure un pontet de pedra molt antic.

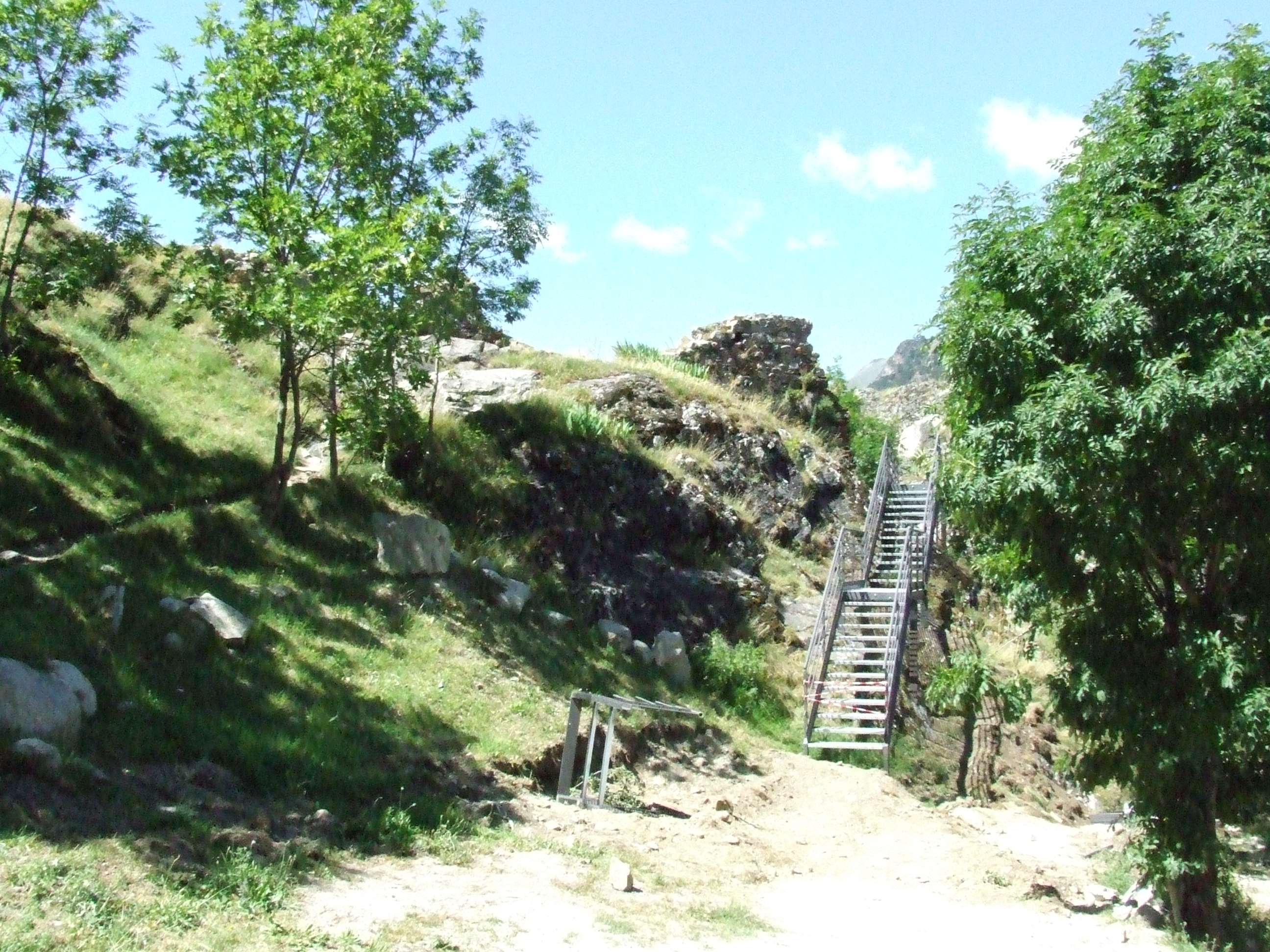
Restes del castell de Boí

El poble apareix documentat el 1079 amb el nom de villa de Bogin. El poble i el seu castell han estat sempre dels principals de la vall, fins al punt de donar nom a tota la vall. El castell (situat al costat de l'actual església) va desaparèixer durant la guerra dels albigesos, al segle xiii. El 1381 es troben censats 12 focs a Boí (una seixantena de persones). El 1842, poc abans de la seva incorporació, amb altres municipis, a Barruera (municipi que posteriorment canviaria de nom a l'actual de la Vall de Boí), la localitat tenia 14 cases i 54 habitants. A Boí es va trobar una altra església romànica, als afores, dedicada a Sant Pere. Era a l'esquerra de la carretera, abans d'entrar al poble, on hi ha un pedró modern. El nom de vall de Boí procedeix de vallis bovinum (vall de les vacades).

### Edat contemporània
Fins al 1831, any d'extinció dels senyorius, Boí pertangué als barons, després comtes, d'Erill.
Pascual Madoz parla de Bohi en el seu Diccionario geográfico... del 1849. Diu que és en el vessant d'una alta muntanya, on baten tots els vents, i el clima és saludable. Formaven el poble 17 cases fetes de pedra a l'exterior, i de fusta a l'interior, d'una sola planta; els carrers són costeruts, sense empedrar, bruts i irregulars. L'església parroquial de sant Joan, servida per rector de concurs ordinari. Hi ha una font abundant a prop del poble, però l'aigua del riu és de més qualitat. Hi ha cementiri a fora del poble i ben ventilat. A una hora i mitja del poble hi havia la capella de sant Nicolau.
Els barrancs que passen a prop del poble, a part de l'aigua, porten truites abundants i movien molins, que les terribles avingudes dels mateixos barrancs destruïren. Madoz destaca el pont de Boí, de notable factura antiga. El terreny és muntanyós, aspre, trencat i de mala qualitat, i s'artiguen alguns trossos comunals per a conrear alguns anys, que després s'abandonen. Hi ha molts pins, avets i altres arbres i arbusts, però no se'n treu profit per la dificultat del terreny. S'hi produïa sègol, ordi, patates, llegums i pastures, i hi ha ovelles, cabres, bous de conreu i 12 eugues de cria. La cacera és d'ossos, llops, senglars i isards. Hi ha dos molins encara en funcionament. Formen el poble 10 veïns (caps de família) i 51 ànimes (habitants).

## Activitat econòmica
Boí era un nucli rural, on es practicava l'agricultura, amb farratges, cereals, hortalisses, patates, així com la ramaderia, ovina i bovina. Actualment la principal font d'ingressos és el turisme, potenciat gràcies a les pistes d'esquí Boí-Taüll Resort i l'atractiu de les esglésies romàniques, declarades Patrimoni de la Humanitat.
També s'ha potenciat el sector terciari: supermercats, restaurants i bars, hotels i botigues de records.
Pel que fa a indústria, durant molts anys hi hagué en explotació unes mines de plom a prop del poble. També hi havia dos molins fariners, una serradora i telers. A la Noguera de Tor, abans d'arribar a Barruera, hi ha la central elèctrica de Boí, que aprofita la mateixa aigua del riu. Té una potència instal·lada 21.600 kWA. La seva producció mitjana anual se xifra en 85.104.000 kWA.

## Serveis
Al poble de Boí hi ha consultori mèdic local, atès per l'Equip d'atenció primària de l'Alta Ribagorça.

## Clima i vegetació
El clima és típic de muntanya, amb hiverns frígids i estius frescos. La vegetació és molt variada pel clima, i es troben pins, avets, roures, freixes i pastures, segons l'alçada.

## Festes i tradicions
La Festa Major de Boí és per Sant Joan, patró de la parròquia; és el dia que se celebra la baixada de falles.
A més, el primer diumenge de juliol tots els habitants de Boí fan un aplec i un dinar a l'ermita de Sant Nicolau al Parc Nacional d'Aigüestortes i Estany de Sant Maurici.

## Serveis turístics
En primer lloc, cal esmentar els serveis de cara al turisme derivats de la declaració de les esglésies romàniques de la Vall de Boí per la UNESCO. Arran d'aquesta declaració, s'ha construït un Centre d'interpretació del romànic a Erill la Vall, que ofereix una visita amb modalitat de lliure i guiada a la totalitat de les esglésies incloses en el catàleg. És una de les visites més recomanables del municipi i de la comarca. Sant Joan de Boí és l'església d'aquest poble inclosa en el catàleg.
L'oferta turística en el municipi de Boí és bastant ampla i variada. A més, es desdobla en campanya d'hivern, enfocada de cara a l'esquí, i d'estiu, enfocada de cara a la muntanya i al turisme familiar de vacances.
La llista d'establiments d'allotjament a Boí és ampla:
Hotels i pensions:
- Hotel Pey, Pensió Fondevila, Pensió Pascual.

Pel que fa a residències de turisme rural, es poden trobar:
- Casa Escuder, Casa Marco, Casa Martí, Casa Tenda.

Pel que fa a apartaments turístics i aparthotels:
- Apartaments la Peguera, Els Arenys.

Cenyint-se a la restauració, a part dels establiments anteriors que també tenen servei de restaurant obert al públic en general, podem trobar:
- La Cabana, Ca la Pepa, Pizzeria Casós, La Taverneta.

A més, cal comptar amb establiments semblants a diversos pobles de la vall i dels voltants, dins del terme del Pont de Suert, sobretot.
Caldria destacar també tot d'establiments dedicats a l'explotació turística de l'esquí i de la muntanya, des de botigues d'esports, a empreses dedicades a l'ensenyament de l'esquí o a la promoció dels esports d'aventura.
Encara, la casa del Parc Nacional d'Aigüestortes i Estany de Sant Maurici es troba a Boí (al carrer de les Graieres, 2), així com la parada de taxis que porten al parc.